# 1956 في كندا
فيما يلي قوائم الأحداث التي وقعت خلال عام 1956 في كندا.

## سياسة

### انتهاء فترة المنصب
- 1 أغسطس – جورج ألكسندر درو زعيم المعارضة الرسمية [الإنجليزية]‏.

## مواليد

### يناير
- 1 يناير – روب بايك

### مارس
- 18 مارس – ريك مارتيل مصارع محترف كندي.

### مايو
- 10 مايو – ايف جاك ممثل كندي.
- 19 مايو – جيمس غوسلينغ
- 20 مايو – دين بتلر

### يونيو
- 11 يونيو – سيمون بلوف رياضياتي كندي.

### أغسطس
- 9 أغسطس – غوردون سينغلتون دراج كندي.

### سبتمبر
- 3 سبتمبر – آدم بروكس

### أكتوبر
- 22 أكتوبر – جين بونيت موسيقية كندية.
- 26 أكتوبر – دوايت لوديويجيس لاعب كرة قدم هولندي.

## وفيات

### يناير
- 12 يناير – سام لانجفورد (مواليد 1883) ملاكم من الولايات المتحدة الأمريكية.

### سبتمبر
- 11 سبتمبر – نورمان بوين (مواليد 1887) جيولوجي كندي.